# Georgiens herrlandslag i volleyboll
Georgiens herrlandslag i volleyboll representerar Georgien i volleyboll på herrsidan. De har deltagit i kval till EM, VM och OS flera gånger, dock ännu utan att lyckas kvalificera sig. Det har även deltagit i European Silver League flera gånger.